# Drolls
Drolls – zespół muzyki dawnej pochodzący z Petrozawodzka w Rosji, powstały w październiku 1999 r. W repertuarze zespołu znajduje się muzyka z epoki średniowiecza i renesansu, przy wykorzystaniu instrumentów wzorowanych na tych pochodzących z danej epoki. Nazwa zespołu (ang. drolls czyli zabawy) oznacza odbywające się w XVI i XVII wieku w Anglii teatralne przedstawienia, których podstawowym elementem była muzyka ludowa. Zespół ten koncertuje w Rosji, Białorusi, Polsce i Finlandii.
Skład zespołu
- Dmitrij Czerewko  – flet prosty, kornamuza, flet podwójny, lira, bansuri, domra, maultrommel, śpiew
- Pawel Popow – rauszpfajfe, szałamaja, obój, ken, flety, śpiew
- Igor Solowjow – śpiew, mandolina, saz, lutnia arabska, kantele, harfa gotycka
- Aleksej Nikitin – instrumenty perkusyjne, śpiew
- Sergej Popow – altówka, viola, rebek, lira korbowa, śpiew

Wydane albumy
- Drolls (2000)
- Kalenda Maya (Kalenda majowa) (2001)
- День рождения Короля (Dzień narodzin Króla) (2002)
- Carminis Vagantibus (Wędrowny śpiewak) (2003)
- Via Sacra (Święta droga) (2004)
- Quintus (Piąty) (2004)

razem z białoruskim zespołem folkowym Guda
- Zara (2006)